# John Washington Butler
Pour les articles homonymes, voir Butler.
John Washington Butler (17 décembre 1875 - 24 septembre 1952) est un fermier américain, représentant de l'État du Tennessee, connu pour avoir fait voter en 1925 le Butler Act.
Cette loi interdisait « à tout enseignant d'université, d'école normale ou de toute autre institution publique, financée entièrement ou partiellement par les fonds d'État, d'enseigner une théorie qui nie l'histoire de la création divine de l'homme, telle qu'elle est enseignée dans la Bible, et qui prétend que l'homme descend d'un ordre inférieur d'animaux. »
En réaction, les partisans de la théorie de l'évolution de Charles Darwin provoquèrent un procès, dit le procès du singe, qui eut un écho considérable dans l'ensemble des États-Unis.